# Ben Johnson (cầu thủ bóng đá, sinh 2000)
Benjamin Anthony Johnson (sinh ngày 24 tháng 1 năm 2000) là một cầu thủ bóng đá chuyên nghiệp người Anh thi đấu ở vị trí hậu vệ cho câu lạc bộ West Ham United tại Giải bóng đá Ngoại hạng Anh.

## Danh hiệu
West Ham United
- UEFA Europa Conference League: 2022–23.[5]

U21 Anh
- Giải vô địch U21 châu Âu: 2023[6]

Cá nhân
- Cầu thủ trẻ xuất sắc nhất năm của West Ham United: 2020–21, 2021–22[7]